# Alicia Magos
Alicia P. Magos és una antropòloga i historiadora filipina, així com professora emèrita de la Universitat de les Filipines Visayas. Ha publicat obres extenses sobre la cultura de les Visayas Occidentals, especialment sobre Panay Bukidnon. Va ser receptora de la beca internacional a la recerca literària de la UNESCO i, el 1999, esmentada entre els deu millors professors Metrobank.

## Biografia
Es va graduar en antropologia a la Universitat de les Filipines Diliman el 1978 i, posteriorment, va aconseguir el seu doctorat en Filosofia en Estudis Filipins, el 1986, a la mateixa universitat.
La doctora Magos va iniciar la seva obra sobre el Sugidanon (explicar), poemes èpics de Panay, el 1992 gràcies a una beca del govern francès. Va enregistrar dos poemes èpics d'un xamana que els cantava anomenada Anggoran (de nom cristià, Preciosa “Susa” Caballero). El 1994 va seguir estudiant l'extensió de la disseminació dels poemes èpics a la zona central de Panay, descobrint un total de deu poemes diferents; aquests són els següents: Tikun Kadlom, Amburukay, Derikaryong Pada, Balanakon, Kalampay, Pahagunong, Sinagnayan, Humadapnon sa Tarangban, Nagburuhisan i Alayaw.
També va ser la primera acadèmica en investigar sobre el fenomen del binukot des d'una perspectiva sociopolítica, principalment quan va estudiar de manera extensiva la tradició ma-aram (Babaylan) en l'antiguitat.

## Obra
- Magos, Alicia P. «The Concept of Mari-it in Panaynon Maritime Worldview in Visayan Fisherfolks». VMAS, CSSP, UP Diliman, I, 1994.
- Magos, Alicia P. «Barko nga Bulawan: Tale of the Golden Boat in Panay Island». VMAS, CSSP, UP Diliman, II, 1994.
- Magos, Alicia P. «The Binokot (Kept-Maiden) in a Changing Socio-Cultural Perspective». Edukasyon. UP-ERP Journal, UP Diliman, 1995.
- Magos, Alicia P. «The Suguidanon of Central Panay, Danyag.». Journal of the Social Sciences & Humanities, UPV, 6-1996.
- Magos, Alicia P. The Enduring Ma Aram Tradition: An Ethnography Of A Kinaray A Village In Antique.  Quezon City: New Day Publishing House, 1992. ISBN 9711005069.
- Magos, Alicia P. Ethnography of Calinaw, Iloilo (Tribal Community).  Quezon City: UP/ERP-DECS/BNFE, 1995–1996.
- Magos, Alicia P. Ethnography of Magdalena, Iloilo (Hacienda Type Community).  Quezon City: UP/ERP-DECS/BNFE, 1995–1996. ISBN 971-622-005-7.